# Gradbeteckning

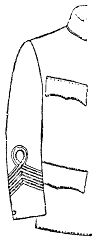
Gradbeteckning på ärm till vapenrock av 1906 års modell.

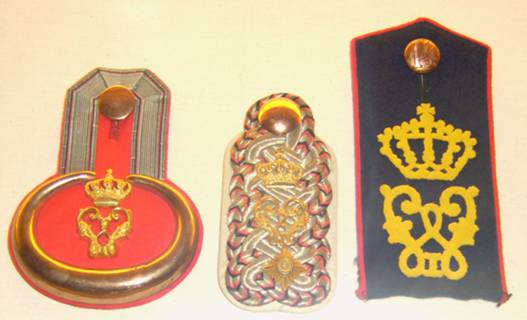
Äldre tyska gradbeteckningar, fr. v. t. h.:, epålett för major, axelträns för överstelöjtnant, axelklaff för underofficer och manskap.

En gradbeteckning är ett insignium som sätts på en uniform för att utmärka en persons ställning, vanligtvis i en hierarkisk organisation.

## Material
Gradbeteckningar som på bilden görs av metalltråd i antingen silver- eller guldfärgad metall. Mellan banden kan det finnas tyg av olika färg som särskillnad mellan olika gradbeteckningar.
Det finns också gradbeteckningar av helt tyg eller av gjuten/pressad metall. I Sverige används gradbeteckningar av tyg främst på fältuniformer och gradbeteckningar av metall på övriga uniformer.

## Övrigt
Det civila flyget och den civila flottan, handelsflottan, har också gradbeteckningar som bl.a. kapten, styrman och purser av olika grader.
Gradbeteckningar kan antingen sitta på ärmarna eller på axlarna.